# Marolles-en-Brie (Sekwana i Marna)
Marolles-en-Brie – miejscowość i gmina we Francji, w regionie Île-de-France, w departamencie Sekwana i Marna.
Według danych na rok 1990 gminę zamieszkiwało 278 osób, a gęstość zaludnienia wynosiła 31 osób/km² (wśród 1287 gmin regionu Île-de-France Marolles-en-Brie plasuje się na 939 miejscu pod względem liczby ludności, natomiast pod względem powierzchni na miejscu 426).